# Sainte-Suzanne (Reunião)

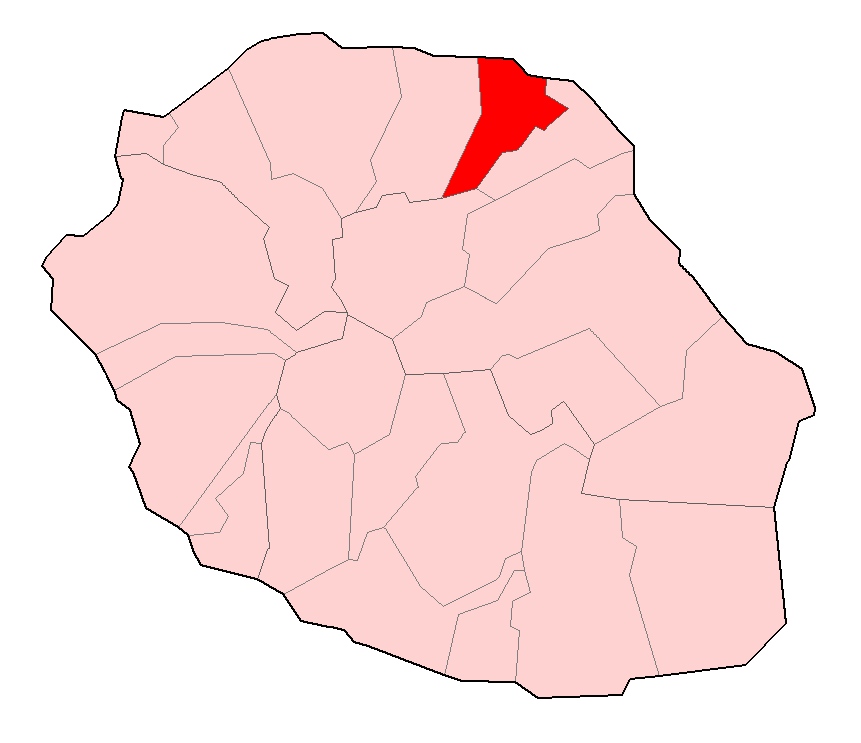
Sainte-Suzanne - Ilha de Reunião

Sainte-Suzanne  é uma comuna francesa situada no norte do  departamento  e da região administrativa de  Reunião.
Tem uma superfície de   58,84  km2   e, segundo o censo de 1999, uma população de 18.137  habitantes.
O território do município limita-se com  Saint-André, Sainte-Marie e Salazie. É separado do primeiro pelo Rio Saint-Jean.
A cidade foi fundada pelo primeiro governador da île Bourbon,  Étienne Regnault, em 1667.